# Schmargendorf (Berlin)
Schmargendorf, Berlin-Schmargendorf – dzielnica (Ortsteil) Berlina w okręgu administracyjnym Charlottenburg-Wilmersdorf. Od 1920 w granicach miasta.  
Miejscowość powstała w 1220. 
Znajduje się tutaj ratusz z 1902.